# Deon Meyer
Deon Godfrey Meyer (Paarl, 4 juli 1958) is een bekroonde Afrikaanstalige thrillerauteur.

## Leven en werk
Deon Meyer werd geboren op 4 juli 1958 in Paarl. Hij deed eindexamen in 1976 aan de Schoonspruit High School in Klerksdorp. Hij studeerde aan de Potchefstroomse Universiteit voor Christelijk Hoger Onderwijs waar hij zijn bachelorgraad behaalde in Engels en Geschiedenis als hoofdvakken. Later behaalde hij een honours degree aan de Universiteit van de Vrijstaat. Hij woonde lang in het historische kustplaatsje Melkbosstrand waar hij de meeste van zijn romans schreef.
In de jaren tachtig werkte hij als journalist bij Die Volksblad, op de pr-afdeling van de Universiteit van de Vrijstaat, en hij begon als copywriter bij Sanlam. In 1991 werd hij benoemd als hoofd interne communicatie en directeur van Sanlams publiciteitsafdeling. Na Sanlam begon hij zijn eigen onderneming gespecialiseerd in virtuele gemeenschappen op internet, daarna was hij manager van speciale projecten voor BMW motors. Hij is nu fulltime schrijver. Zijn hobby's zijn onder meer toeren op de motor door Zuid-Afrika.
Zijn eerste werk, een kortverhaal, werd in 1992 gepubliceerd in het Afrikaanstalige magazine Huisgenoot, in totaal verschenen er 13 kortverhalen in Sarie en Huisgenoot. In 1992 werkte hij ook aan zijn eerste roman, Ikarus, later hernoemd tot Wie met vuur speel. Meyer zou dit later als een jeugdzonde beschouwen. Daarna werden nog Feniks (1996), Orion (2000), Proteus (2002), Infanta (2005) en Onsigbaar (2007) gepubliceerd.
Voor zijn werk won Meyer Le Grand Prix de Littérature Policière in 2003 voor Jusqu’au dernier (Franse vertaling van Feniks) en de Prix Mystère de la Critique voor Les soldats de l’aube (Orion) in 2004. Het boek Orion werd verfilmd op kykNET. In 2006 won hij de Duitse misdaadfictieprijs voor Proteus. Dankzij de goede verkoop van de boeken in het buitenland was Meyer financieel in staat voltijds schrijver te worden.
Zijn boeken werden naar het Nederlands, Engels, Frans, Duits, Italiaans, Spaans, Tsjechisch, Bulgaars, Deens, Fins, Zweeds en nog een tiental andere talen vertaald.
Daar de boeken zich in één wereld afspelen en verschillende personen in meerdere boeken voorkomen is het aan te bevelen de boeken te lezen in volgorde van oorspronkelijke publicatie.